# Drepanomyces malayanus
Drepanomyces malayanus — вид грибів, що належить до монотипового роду  Drepanomyces.